# Valentín Juara Bellot
Valentín Juara Bellot (Alcalá de Henares, 3 de noviembre de 1918 - Mauthausen, 10 de junio de 1943) fue un soldado republicano español, asesinado en un campo de concentración nazi a los 24 años de edad.

## Biografía
Valentín Juara Bellot nació en Alcalá de Henares el 3 de noviembre de 1918. Vivió en la casa de su familia, apodada los Canenes, de la calle Pescadería donde tenían una chatarrería. Valentín fue el primer hijo de Eugenio Juara y Eusebia Bellot; tuvo siete hermanos: Doroteo, María, Margarita, Josefa, Antonia, Eugenio y Eusebia. Su padre falleció en 1930, por lo que Valentín desde entonces se hizo cargo del negocio familiar.
Durante la Guerra civil española se alistó en el Batallón de Octubre, y participó en la Batalla de Brunete, donde alcanzó el grado de sargento. Trasladado al frente de Cataluña, casi al final de la guerra, fue nombrado oficial del ejército republicano. Desde aquí se exilia a Francia, huyendo del régimen de Franco. 
La última carta que recibe su madre, remitida desde la localidad francesa de Bourg Saint Maurice el 7 de agosto de 1939, incluye una fotografía dedicada de Valentín. Más tarde, a través de algunos republicanos, la familia supo que estuvo en la resistencia francesa, pero no descubrieron su trágica muerte hasta la década de los sesenta, cuando reciben una carta del Consulado alemán comunicándoles oficialmente su fallecimiento.
Valentín permaneció en la prisión denominada "XI-B" (Fallingbostel) con el número de prisionero 86.885. Después, fue deportado el 27 de enero de 1941 al campo de concentración de Mauthausen, con el número de matrícula 5.572 y obligándole a llevar un triángulo azul invertido y la letra "S" en su uniforme de preso, distintivo con el que los nazis señalaban a los republicanos españoles. Hasta fallecer el 10 de junio de 1943 en el campo de concentración de Mauthausen-Gusen, dos años antes de finalizar la II Guerra Mundial.

## Reconocimiento

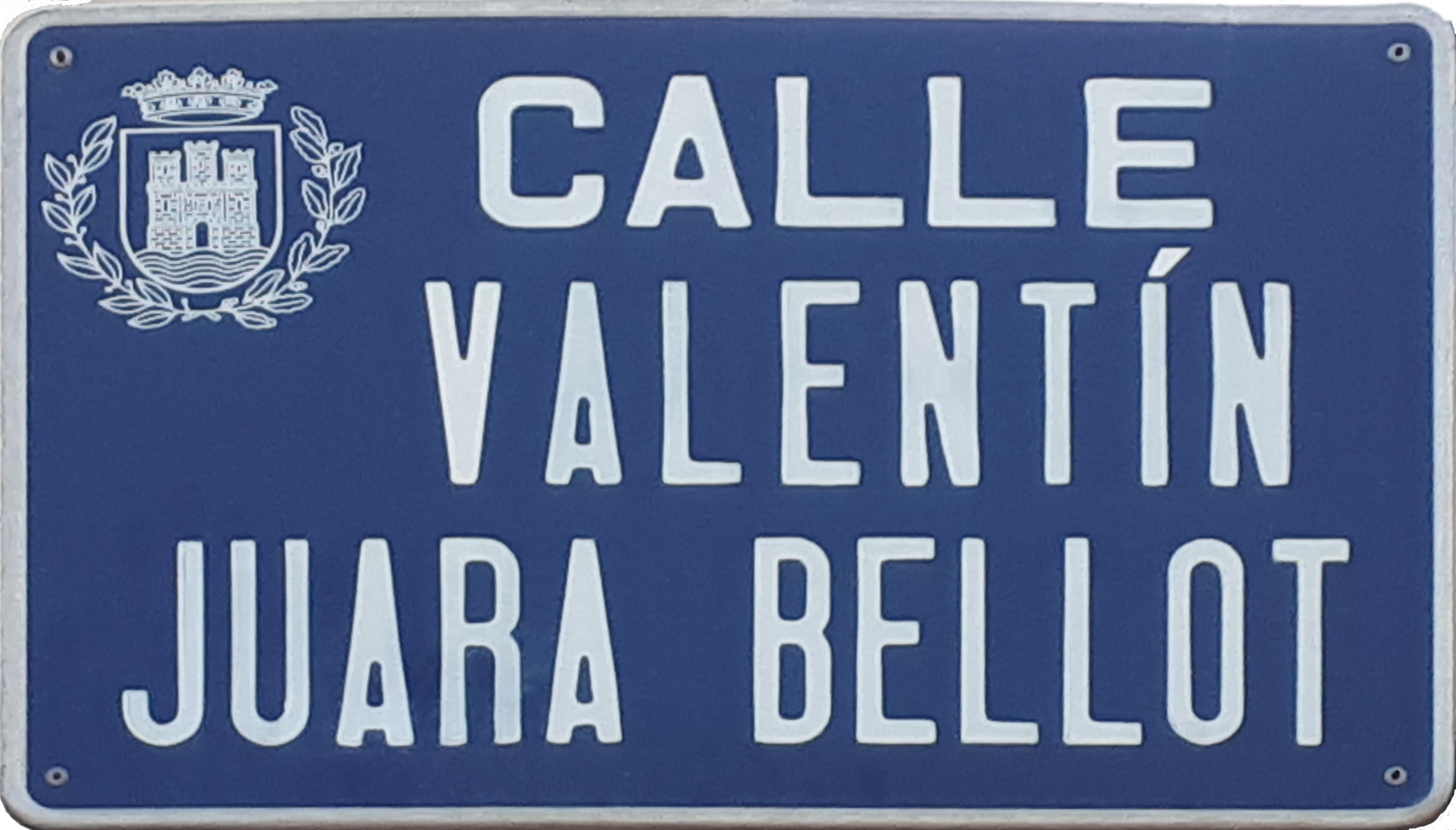
Calle dedicada a Valentín Juara en Alcalá de Henares.

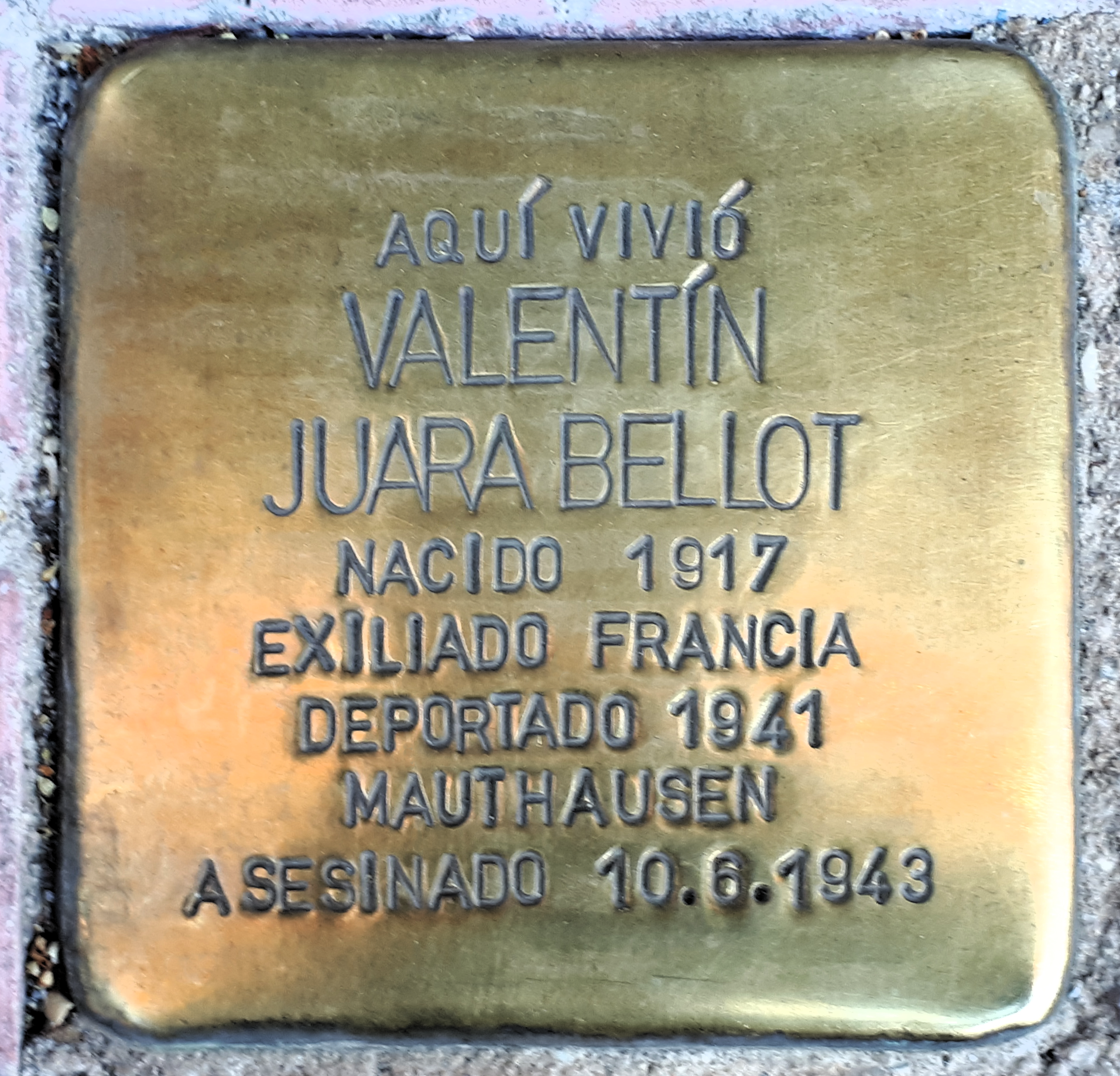
Piedra del recuerdo (stolpersteine) instalada delante de la puerta de su casa en Alcalá de Henares.

El Ayuntamiento de Alcalá de Henares aprobó, por unanimidad de todos los grupos políticos, dedicarle una calle de la ciudad. También en su memoria, se instaló en mayo de 2023, una "piedra del recuerdo" recubierta de latón (Stolpersteine) delante de la puerta de su casa, con la información básica de su vida; mediante acuerdo aprobado por el Pleno del Ayuntamiento de Alcalá en febrero de 2022.